# Блатна сова
Блатната сова  (Asio flammeus ) е птица от семейство Совови. Среща се и в България.

## Физически характеристики
Блатната сова е с дължина на тялото 36-40 cm, колкото е и добре познатата Горска ушата сова. Главната разлика са малките уши от пера на блатната сова. Този вид пера не извършва никакви функции.
Цветът на очите на блатната сова е с тъмен цвят, като ирисът е жълт.
Оперението на блатната сова е тъмно кафяво на гърба, а на обратната страна по-светло и понякога щриховано. Перушината на женските сови тенденциално е по-тъмна от тази на партньорите им.
Мъжките тежат около 350 грама, а женските са с тегло приблизително 420 грама.

## Разпространение
Блатната сова е птица, обичаща по-влажните климатични области. Среща се в Русия, Скандинавия, Великобритания, Исландия и от части в Холандия. В Средна Европа може да се види сравнително рядко. През 2005 година в Германия броят на блатните сови нараства от 70 на 170. Най-голяма популация совата има в азиатската част на Русия. На американския континент може да се наблюдава в Канада, северната част на САЩ и Хавай. Също така в Андите и на островите Галапагос.

## Начин на живот и хранене
Главната храна на блатната сова са полевките. По избор ядат и други малки гризачи и птици. Блатната сова ловува по здрач, но е забелязвана и денем. По време на полет совата държи крилата си косо в посока нагоре. Ако бъде нападната и „притисната до стената“ тя разперва криле за да изглежда по-голяма.

## Размножаване
Блатната сова снася 4-10 бели яйца, малките започват да летят след 5 седмици. Половата зрялост настъпва приблизително на 1 година. Периода на гнездене обикновено е от март до юни. Мътенето на яйцата е в период от 26-30 дни.
За първи път през размножителния сезон в България видът е съобщен от орнитолога Николай Боев в 1950 г. край с. Горна Баня (Софийско), 1951 г. край с. Иваняне (Софийско) и 1960 г. от Самоковско.

## Допълнителни сведения
Средната продължителност на живота на блатната сова е 13 години.